# Voltaire (cheval, 1979)
Pour les articles homonymes, voir Voltaire (homonymie).
Voltaire est un étalon influent dans les lignées des chevaux de saut d'obstacles et de dressage. Il a lui-même concouru au niveau international en saut d'obstacles. C'est un fils de Furioso II.

## Histoire
Il est élevé par E. Kuwet, et naît le 9 avril 1979 en Allemagne,. Il est initialement rejeté par la commission d'approbation de la race Oldenbourg, en raison de sa petite taille (1,62 m) et d'un problème au sabot.
Voltaire est un bon cheval de Grand Prix, terminant des parcours à 1,50 m dès l'âge de 8 ans. 
Il meurt en 2004.

## Description
Voltaire est un étalon de 1,68 m.